# Campeonato de Clubes de la CFU 2013
La Copa de clubes Campeones de la CFU 2013 fue la XV edición en la historia del Campeonato de Clubes de la CFU. Se disputó entre el 26 de abril al 22 de mayo del 2013. El torneo de este año en la primera ronda existieron dos grupos de donde cada grupo clasificaron el primer lugar, el segundo lugar avanzaron al Play Off, etapa de donde saldría el tercer clasificado. 
Los tres primeros lugares clasifican a la fase de grupos de Concacaf Liga Campeones 2013-14.

## Equipos participantes
Participan 7 clubes pertenecientes a 5 países en el Campeonato de Clubes de la CFU 2013.
Representantes por país
| País                      | Equipo                          | Vía de clasificación                                                                                 |
| ------------------------- | ------------------------------- | --- |
| Antigua y Barbuda 1 cupos | Antigua Barracuda FC            | 11° USL Championship 2012                                                                            |
| Haití 2 cupos             | Valencia FC Baltimore SC*       | Campeón Liga de fútbol de Haití 2012 Subcampeón Liga de fútbol de Haití 2012                         |
| Jamaica 2 cupos           | Portmore United Boys' Town F.C. | Campeón Liga Premier Nacional de Jamaica 2011-12 Subcampeón Liga Premier Nacional de Jamaica 2011-12 |
| Puerto Rico 1 cupo        | Bayamón FC                      | Campeón Puerto Rico Soccer League 2012                                                               |
| Surinam 1 cupos           | Inter Moengotapoe*              | Subcampeón Hoofdklasse 2011-12                                                                       |
| Trinidad y Tobago 2 cupos | W Connection Caledonia AIA      | Campeón TT Pro League 2011-12 Campeón Copa Trinidad y Tobago 2011-12                                 |

[*] Se retiraron del Campeonato de Clubes de la CFU 2013 antes de iniciar sus partidos respectivos.

## Primera Ronda

### Grupo A
| Equipo               | Pts | PJ | PG | PE | PP | GF | GC | Dif |
| -------------------- | --- | -- | -- | -- | -- | -- | -- | --- |
| W Connection         | 4   | 2  | 1  | 1  | 0  | 4  | 0  | 4   |
| Caledonia AIA        | 3   | 2  | 1  | 0  | 1  | 3  | 5  | -2  |
| Antigua Barracuda FC | 1   | 2  | 0  | 1  | 0  | 1  | 3  | -2  |

| Fecha               | Lugar | Local         | Resultado | Visitante            |
| ------------------- | ----- | ------------- | --------- | -------------------- |
| 26 de abril de 2013 | Couva | W Connection  | 4:0 (2:0) | Caledonia AIA        |
| 28 de abril de 2013 | Couva | Caledonia AIA | 3:1 (2:0) | Antigua Barracuda FC |
| 30 de abril de 2013 | Couva | W Connection  | 0:0       | Antigua Barracuda FC |

### Grupo B
| Equipo          | Pts | PJ | PG | PE | PP | GF | GC | Dif |
| --------------- | --- | -- | -- | -- | -- | -- | -- | --- |
| Valencia FC     | 7   | 3  | 2  | 1  | 0  | 7  | 4  | 3   |
| Portmore United | 6   | 3  | 2  | 0  | 1  | 9  | 4  | 5   |
| Boys' Town F.C. | 4   | 3  | 1  | 1  | 1  | 2  | 1  | 1   |
| Bayamón FC      | 0   | 3  | 0  | 0  | 3  | 1  | 10 | -9  |

| Fecha               | Lugar    | Local           | Resultado | Visitante       |
| ------------------- | -------- | --------------- | --------- | --------------- |
| 26 de abril de 2013 | Kingston | Bayamón FC      | 1:3 (1:2) | Valencia FC     |
| 26 de abril de 2013 | Kingston | Portmore United | 1:0 (0:0) | Boys' Town F.C. |
| 28 de abril de 2013 | Kingston | Portmore United | 3:4 (0:3) | Valencia FC     |
| 28 de abril de 2013 | Kingston | Boys' Town F.C. | 2:0 (1:0) | Bayamón FC      |
| 30 de abril de 2013 | Kingston | Portmore United | 5:0 (1:0) | Bayamón FC      |
| 30 de abril de 2013 | Kingston | Boys' Town F.C. | 0:0       | Valencia FC     |

## Ronda Play Off
| 20 de mayo de 2013, 18:00 | Portmore United | 0:1 (0:1) | Caledonia AIA | Estadio Hasely Crawford, Puerto España, Trinidad y Tobago           |                                                                     |
|                           |                 | Reporte   | 27' Gay       | Asistencia: 187 espectadores Árbitro(s): Leon Clarke, (Santa Lucia) | Asistencia: 187 espectadores Árbitro(s): Leon Clarke, (Santa Lucia) |

| 22 de mayo de 2013, 18:00 | Caledonia AIA           | 2:2 (1:0) | Portmore United           | Estadio Ato Boldon, Couva, Trinidad y Tobago                 |                                                              |
|                           | Lewis 13' · Edwards 68' | Reporte   | 61' Williams · 74' Vanzie | Asistencia: 150 espectadores Árbitro(s): Marcos Brea, (Cuba) | Asistencia: 150 espectadores Árbitro(s): Marcos Brea, (Cuba) |

## Clasificados aConcacaf Liga Campeones 2013-14
| W Connection | Valencia FC | Caledonia AIA |
| ------------ | ----------- | ------------- |